# Plan Three
Plan Three es una banda musical de Estocolmo, Suecia, formada en el año 2000. La banda está compuesta de Jacob Lovén (vocalista), Mathias Garneij (guitarra), Tommie Hammar (guitarra), Peter Kjellin (bajo), David Clewett (teclado) and Kristoffer Folin (batería).
Después de un par de años de tocar en vivo en Suecia y la liberación de demos con producción propia, la banda firma con la disquera Dogmática en 2007 y lanza el sencillo Achilles Heel (distribuida por Universal Music). El mismo año la banda acompaña a Takida en su tour de despedida en Suecia. En el año 2008 la banda toca en el festival Peace & Love en Borlänge, Suecia entre otros lugares y en el fin del verano u nuveo single titulado Triggers fue lanzado. Luego en noviembre de ese año la banda acompaña a  3 Doors Down en su show en Estocolmo
En el 2009 la banda firma con la disquera Ninetone Records y durante el verano la banda graba su álbum debut con el productor Patrik Frisk. El álbum titulado Screaming Our Sins fue lanzado en Suecia el 25 de noviembre y posteriormente lanzado a todo el mundo.
En el verano del 2010 la banda tocó en el festival Pier Pressure en Gotemburgo en el mismo escenario con bandas como The Sounds, HIM y 30 Seconds To Mars y como también Rammstein y In Flames entre otras en el festival Metaltown en los días anteriores.Tenían programados realizar más apariciones en festivales por el resto del verano seguido por un retorno al estudio al final para la grabación de su segundo Álbum.

## Discografía
Álbumes de Estudio
- Screaming Our Sins (2009)

Singles
- Achilles Heel (2007)
- Triggers (2008)
- Still Broken (2008)
- Brush It Off (2008)